# Freek van der Wart
Freek van der Wart (Voorburg, 1º febbraio 1988) è un pattinatore di short track olandese.

## Palmarès

### Mondiali
- 4 medaglie:
  - 1 oro (staffetta a Montreal 2014);
  - 1 argento (staffetta a Shanghai 2012);
  - 2 bronzi (500 m, staffetta a Debrecen 2013).

### Europei
- 10 medaglie:
  - 5 ori (staffetta a Heerenveen 2011; 1000 m, 3000 m, classifica generale a Malmö 2013; staffetta a Soči 2016);
  - 3 argenti (staffetta a Torino 2009; staffetta a Malmö 2013; staffetta a Dresda 2014);
  - 2 bronzi (1500 m a Dresda 2014; 1500m a Soči 2016).